# Rio Comănesei
O Rio Comănesei é um rio da Romênia, afluente do Avrig, localizado no distrito de Sibiu.